# Sächsische Weinstraße

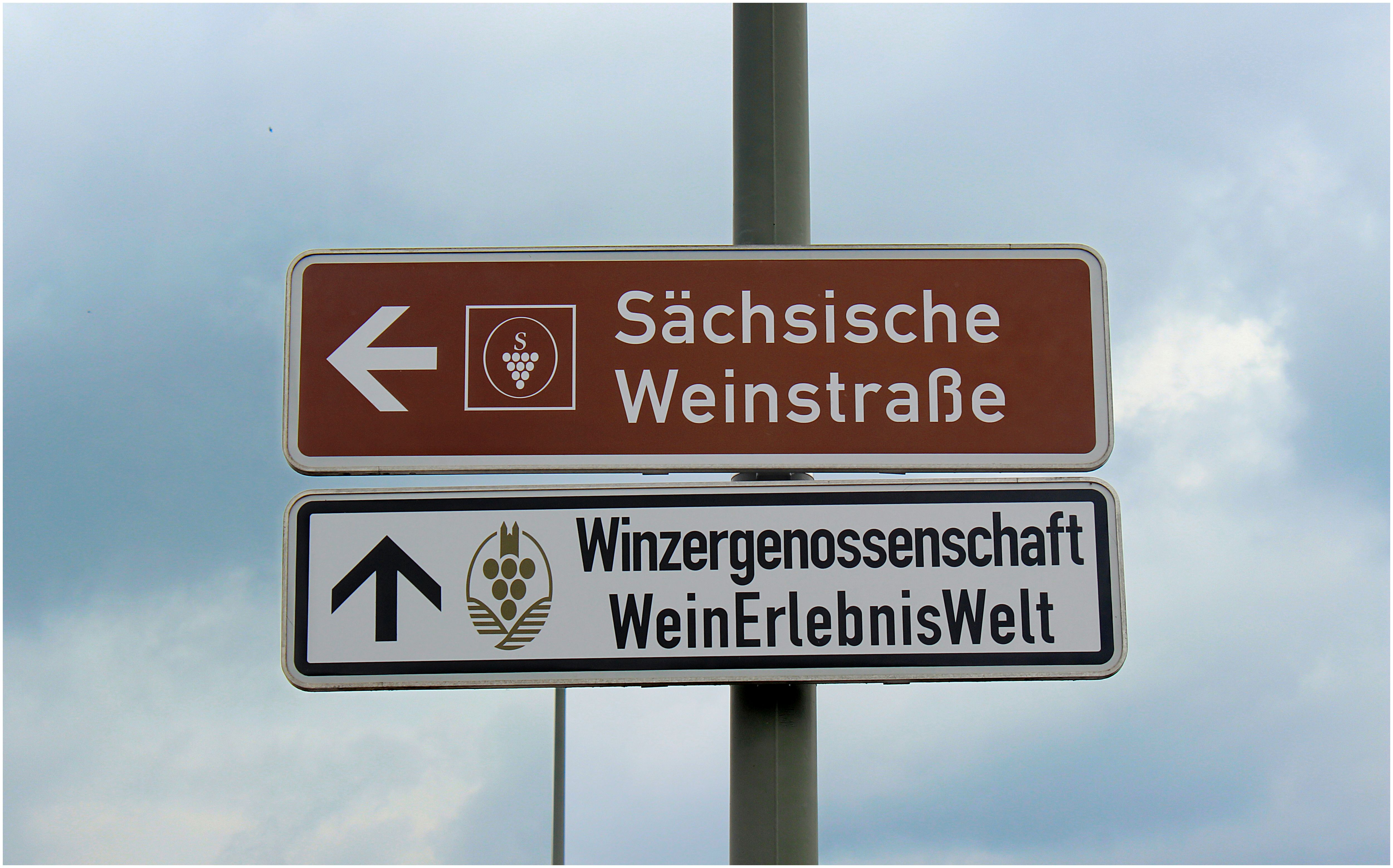
Hinweisschild auf der Elbbrücke in Meißen

Die Sächsische Weinstraße verläuft durch das einzige Weinbaugebiet in Sachsen und ist rund 60 km lang. Am 29. Mai 1992 wurde sie eingeweiht und ist heute eine der bedeutendsten Ferienstraßen in Sachsen. Sie führt rechts der Elbe von Pirna nach Diesbar-Seußlitz durch Weinberge in Dresden-Pillnitz, Radebeul, Coswig, Meißen und den Elbweindörfern. Dank der sehr guten Verkehrsanbindung lassen sich auch alle Sehenswürdigkeiten Dresdens und seiner Umgebung einfach erreichen.
Die Sächsische Weinstraße durchzieht das mit ca. 480 ha zweitkleinste und nordöstlichste der 13 Weinbaugebiete Deutschlands. Angebaut werden vorzugsweise Riesling, Müller-Thurgau, Weißer Burgunder, Grauburgunder (Ruländer), Traminer und Kerner. Die Sorte Goldriesling sowie der „Schieler“, ein Verschnitt von roten und weißen Weintrauben (siehe Rotling), sind lokale Besonderheiten. Überwiegend wird trocken ausgebaut.

## Sehenswürdigkeiten

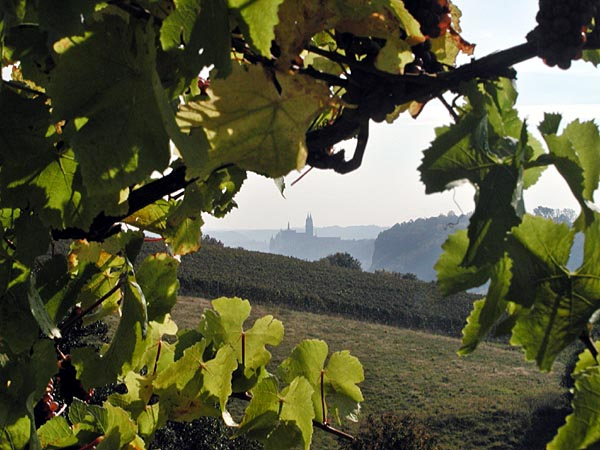
Blick von einem Weinberg bei Zadel auf Meißen mit Dom und Albrechtsburg
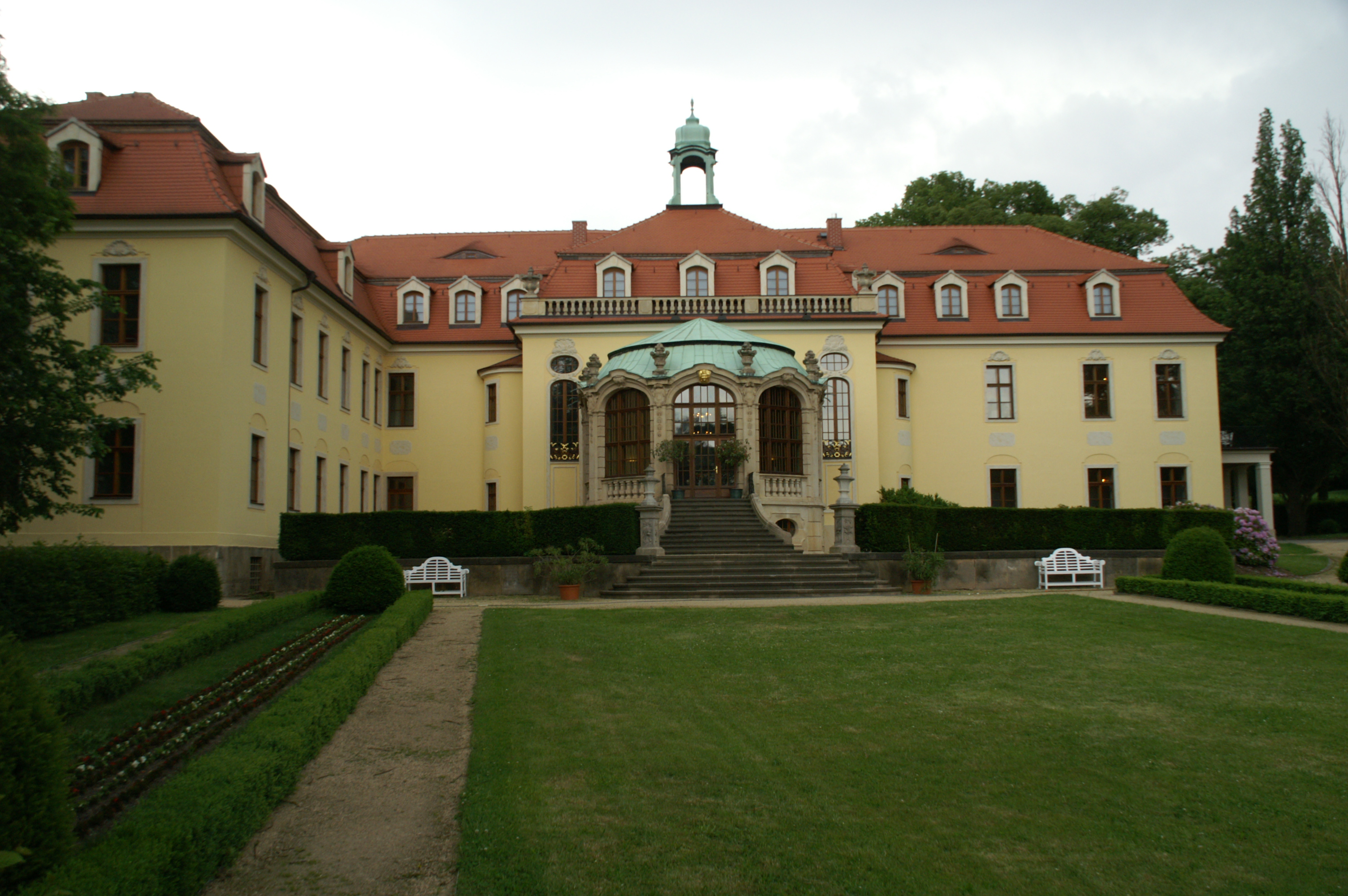
Schloss Proschwitz
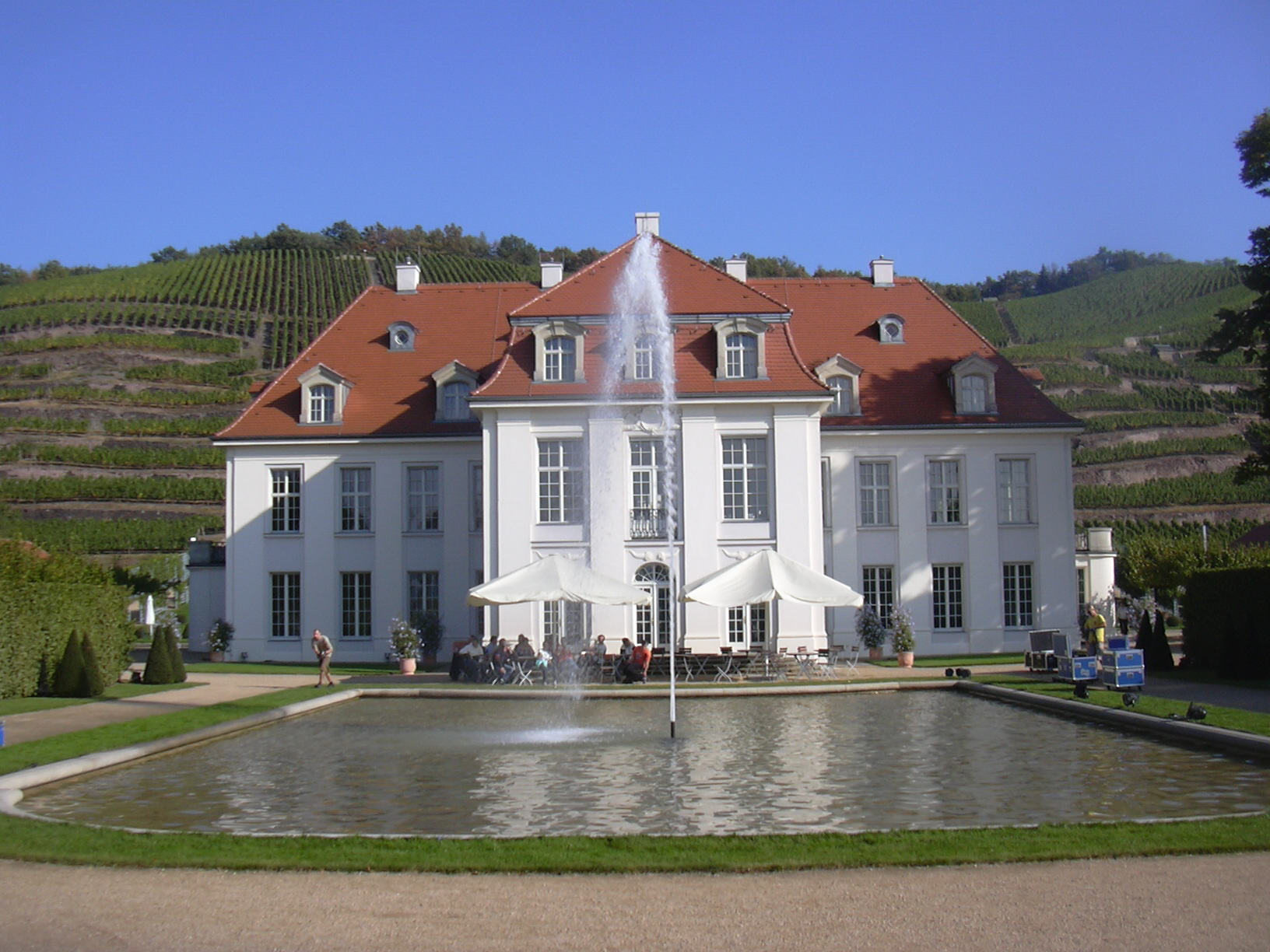
Schloss Wackerbarth
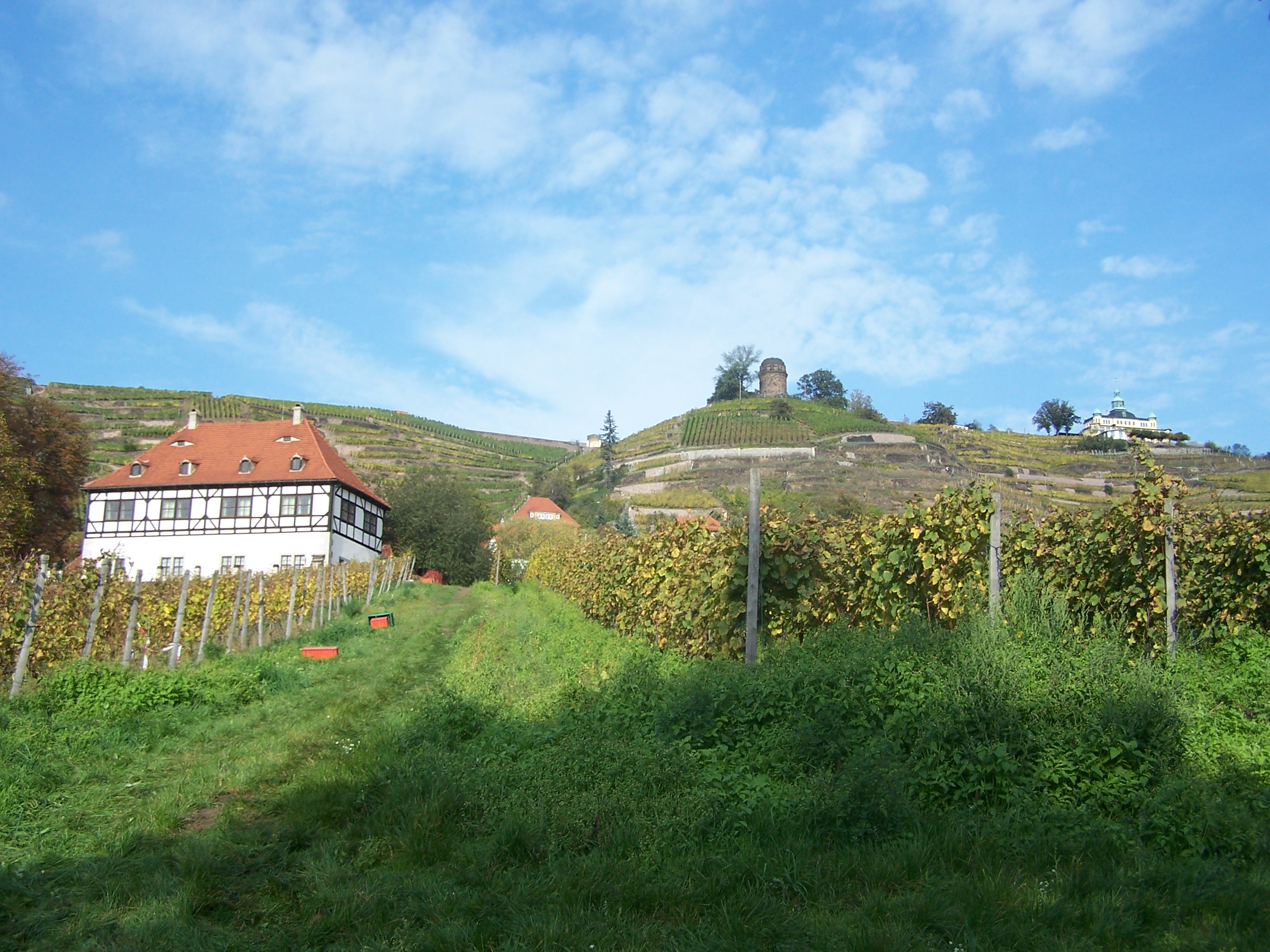
Hoflößnitz mit der Lage Goldener Wagen sowie Bismarckturm und Spitzhaus
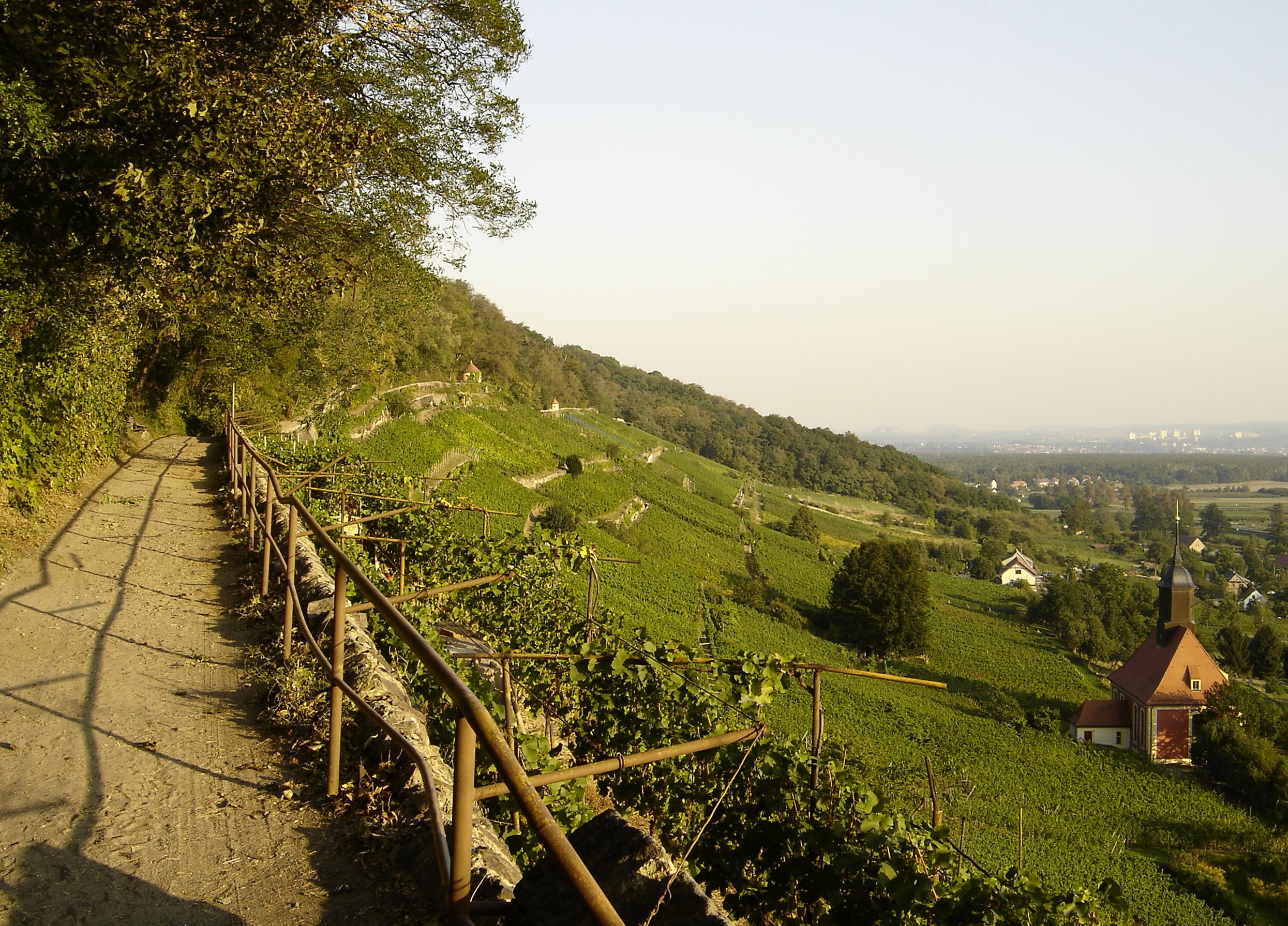
Der Sächsische Weinwanderweg und die Weinbergkirche in Pillnitz
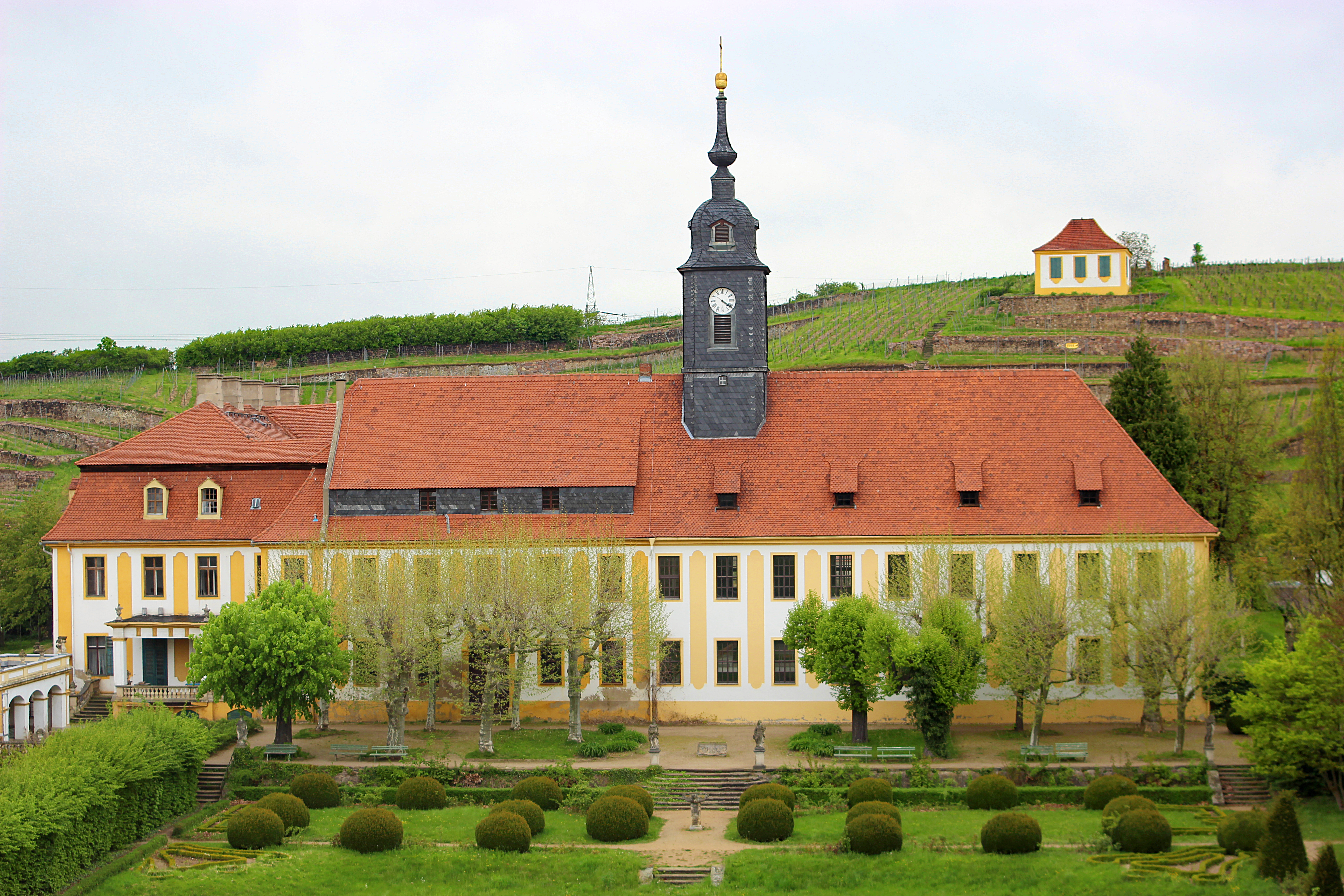
Barockschloss in Diesbar-Seußlitz mit Winzerhaus „Luisenburg“
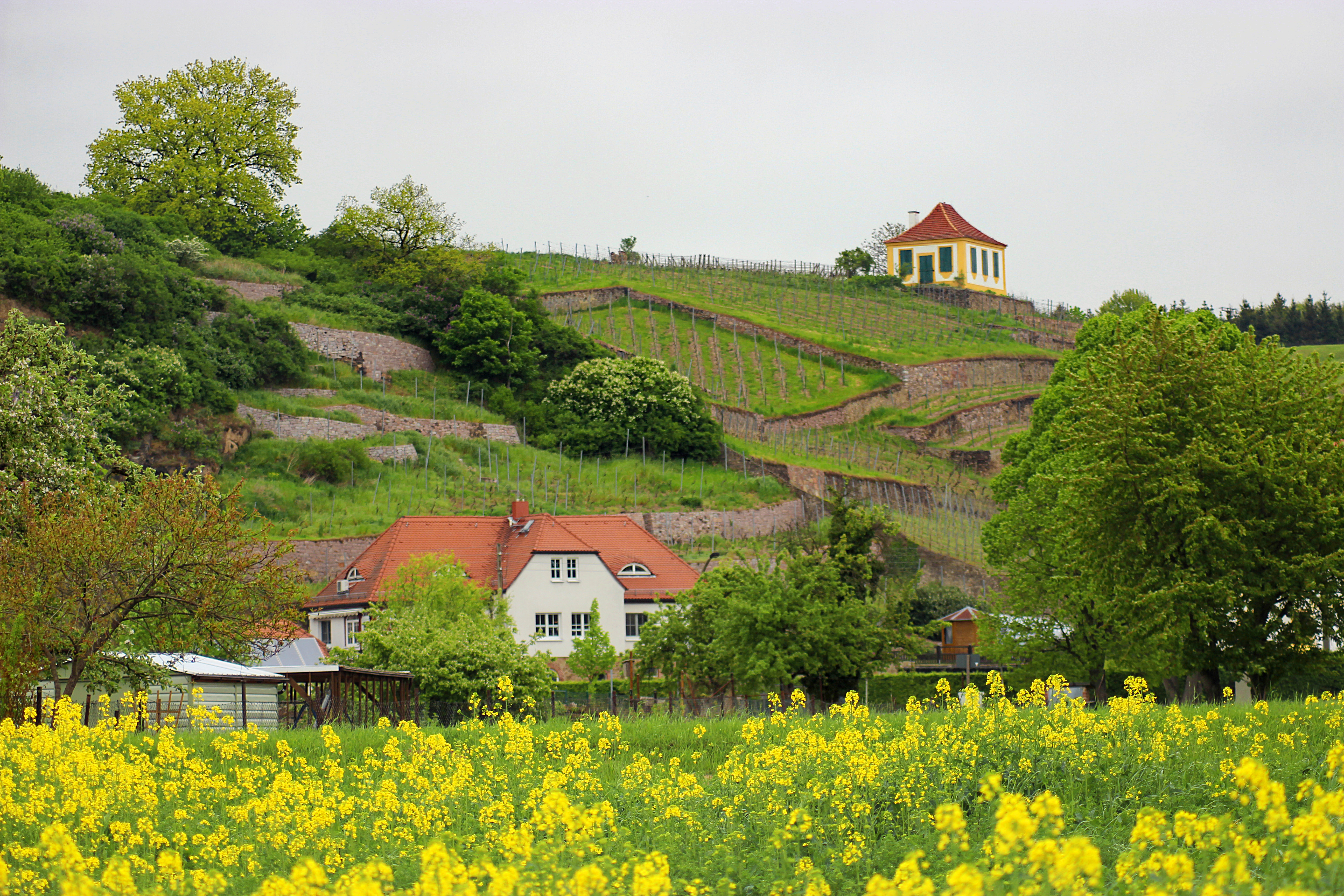
Blick auf die Rebhänge in Diesbar-Seußlitz
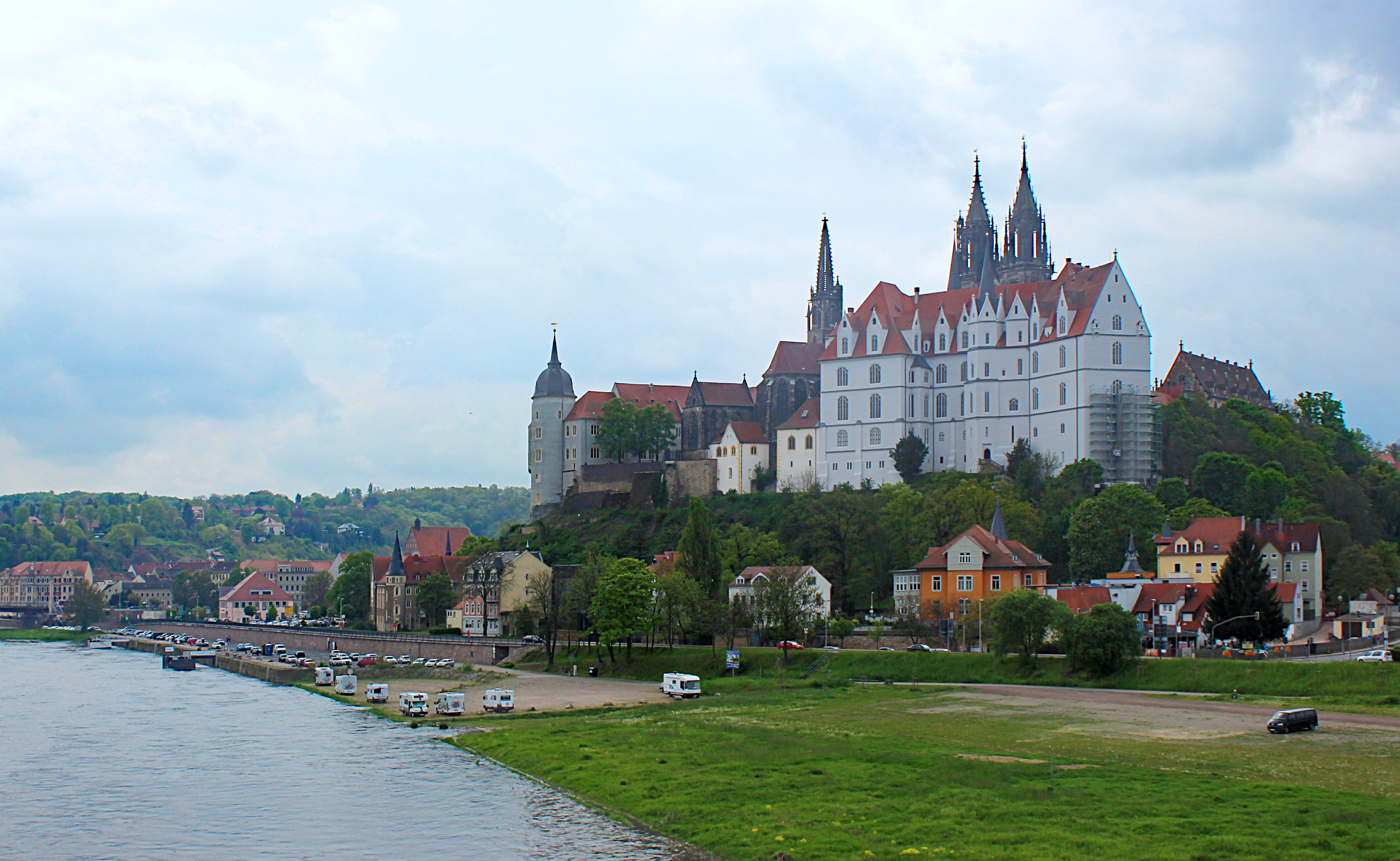
Meißen mit Dom und Albrechtsburg

Die bemerkenswerten Stationen an der Sächsischen Weinstraße (wenn nicht anders vermerkt, an der Elbe) sind von West nach Ost:
- Diesbar-Seußlitz mit Rebhängen, Barockschloss sowie der von George Bähr erbauten Dorfkirche
- Diera-Zehren
- Zadel
- Schloss Proschwitz (1707) auf der Höhe östlich der Elbe
- Meißen mit seinen Hauptsehenswürdigkeiten Meißner Dom, Albrechtsburg und Porzellan-Manufaktur, Tuchmachzunfthaus von 1523 direkt am Hauptmarkt (heute berühmtes Weinlokal)
- die Rebhänge unterhalb des Spaargebirges (Lehrpfad Kapitelberg, mehrere Aussichtspunkte)
- Weinböhla (nordöstlich der Elbe im Binnenland), einst geschlossenes Weinbaugebiet, Ende des 19. Jahrhunderts beeinträchtigt durch die Reblaus
- Coswig
- Radebeuler Weinberge: Zentrum der Sächsischen Weinstraße mit Barockpavillons und Lustschlössern; Die Einzellagen der Großlage Lößnitz sind Radebeuler Johannisberg, Radebeuler Steinrücken und Radebeuler Goldener Wagen. Ein beliebtes Ausflugsziel ist Schloss Wackerbarth mit Sektkellerei, Probierstube, Parkanlage und Restaurant. Ein Weinmuseum mit Probierstube ist eingerichtet im Lusthaus Hoflößnitz, das im 17. Jahrhundert im Renaissancestil durch Kurfürst Johann Georg I. erbaut wurde. 390 Steinstufen führen zum Spitzhaus (Weinschlösschen von Matthäus Daniel Pöppelmann, 1750).
- die Stadt Dresden
- die Kirche Maria am Wasser in Hosterwitz, eine einzig übriggebliebene so genannte Winzersäule sowie Denkmäler zur Verkehrsgeschichte (Blaues Wunder, Dresdner Bergbahnen) in Loschwitz
- das Schloss Pillnitz, die Weinbergkirche „Zum Heiligen Geist“ und die ehemalige Königliche Weinpresse in Pillnitz
- der Barockgarten Großsedlitz (linkselbisch bei Heidenau)
- das von Canaletto gemalte historische Stadtzentrum von Pirna

## Verkehr
Die Sächsische Weinstraße wird vorzugsweise mit dem Pkw abgefahren; an den Hauptstationen halten auch die Linienschiffe der Sächsischen Dampfschiffahrt zweimal täglich. Parallel zur Sächsischen Weinstraße verläuft der Sächsische Weinwanderweg.
Der entlang der Elbe verlaufende Elberadweg nähert sich der Weinstraße mehrfach an bzw. kreuzt sie.